# Jennifer Steffens
Jenniffer Steffens (Barranquilla, 15 de marzo de 1961) es una actriz de televisión y cine alemana colombiana que inició su carrera a mediados de la década de 1980. Fue esposa del reconocido director colombiano Pepe Sánchez.

## Trayectoria

### Inicios
Steffens nació en Barranquilla, Colombia en 1960. Más adelante se trasladó a Bogotá, donde inició su carrera como actriz a mediados de la década de 1980. Posteriormente produjo y actuó en la película San Antoñito, dirigida por Pepe Sánchez, quien también fue su esposo y padre de sus dos hijas, María Isabel y Magdalena. En 1989 integró el elenco de la serie de televisión Los colores de la fama junto a la reconocida actriz Vicky Hernández. En la década de 1990 la actriz hizo parte de numerosas producciones de televisión colombianas como Momposina, Café con aroma de mujer, Eternamente Manuela, Guajira, Carolina Barrantes y Me llaman Lolita. Interpretó a Fabiola Hernández en La gente de la Universal, donde compartió elenco con Robinson Díaz, Álvaro Rodríguez y Álvaro Bayona, y fue dirigida por Felipe Aljure.

### Décadas de 2000 y 2010 y actualidad
En la década de 2000 apareció continuamente en series de televisión como Isabel me la veló (2001), La costeña y el cachaco (2003), Todos quieren con Marilyn (2004) y Las detectivas y el Víctor (2009). Hizo parte del elenco de las producciones Mentiras Perfectas y Alias el Mexicano en 2013. En 2017 actuó en la telenovela Polvo Carnavalero de Caracol Televisión.
En 2021 produjo, escribió y dirigió el documental La política del amor, basada en la vida del actual presidente de Colombia, Gustavo Petro Urrego.

## Filmografía seleccionada
- 2022 - La política del amor
- 2022 - No fue mi culpa
- 2021 - Emma Reyes: La huella de la infancia
- 2020 - La Invencible Esther
- 2017 - Polvo Carnavalero
- 2015 - Diomedes, el Cacique de La Junta
- 2013 - El día de la suerte
- 2013 - Alias el Mexicano
- 2013 - Mentiras Perfectas
- 2012 - Pobres Rico
- 2010 - Chepe Fortuna
- 2009 - Las detectivas y el Víctor
- 2006 - Las profesionales, a su servicio
- 2005 - Juegos prohibidos
- 2004 - Todos quieren con Marilyn
- 2003 - La costeña y el cachaco
- 2003 - Un ángel llamado Azul
- 2003 - La primera noche
- 2001 - Isabel me la veló
- 2000 - Entre amores
- 1999 - Me llaman Lolita
- 1998 - El último carnaval
- 1998 - Carolina Barrantes
- 1996 - Guajira
- 1995 - Eternamente Manuela
- 1994 - Momposina
- 1989 - Los colores de la fama
- 1986 - San Antoñito
- 1985 - Estudio Cinco